# ФК „Силистра 2009“
ФК „Силистра 2009“ е футболен отбор от Силистра, основан през 2009 г.

## История
В сезон 2012/13 и 2013/14 отборът играе за първи път във В групите на българското първенство. От 2012 г. отборът използва стадион „Луи Айер“ за домакинските си мачове.
През сезон 2013/14 не продължава през пролетния полусезон в първенството на Североизточна В група и прекратява съществуването си.